# عمر بن حفصون
عمر بن حَفْصُون (المتوفي عام 306 هـ/918 م) أحد أشهر معارضي سلطة الدولة الأموية في الأندلس. عاصر ابن حفصون في ثورته أربعة من الأمراء الأمويين، بدءًا من عام 267 هـ في عهد الأمير محمد بن عبد الرحمن وحتى عهد عبد الرحمن الناصر لدين الله وسيطر خلالها على مناطق كبيرة في جنوب الأندلس، ولاقت حركته ترحيب من أعداد كبيرة من سكان تلك المناطق من المولدين والمستعربين، وقاومتها سلطات الدولة بحزم إلى أن أنهى عبد الرحمن الناصر لدين الله حركة ابن حفصون وخلفائه تمامًا عام 316 هـ، بعد عشر سنوات على وفاة عمر بن حفصون نفسه.

## نشأته
ينتمي عمر بن حفصون لأسرة من المولدين قوطية الأصل قرب باراوتا، فجده الأعلى وقت الفتح هو القس ألفونسو، وأول من أسلم من أسرته هو جده الرابع جعفر. فنسبه هو عمر بن حفصون بن عمر بن جعفر بن دميان بن فرغلوش بن أذفونش القس، ويرى المؤرخ فيسترشتاين أن نسبة ابن حفصون لفروغيلو من اختراع عمر بن حفصون نفسه. وفي عام 1820 م، قال المؤرخ كوندي أن ابن حفصون: «رجلاً من أصول وثنية غامضة وغير معروفة.» وبغض النظر، فقد كانت أسرته تمتلك أراض في تاكرنا من أعمال رندة، حيث نشأ ابن حفصون، وقد كان أبوه حفصون من ذوي الوجاهة والأموال. ذكر ابن القوطية، أنه كان شقيّا في شبابه، وقد عاقبه عامل رية بالسياط لذنب اقترفه، فعبر البحر إلى تاهرت، وعمل لدى خياط، وهناك تنبأ له شيخ قابله بأنه سيصبح له ملك عظيم، ودعاه للعودة إلى بلده.

## ثورته

### عهد الأمير محمد بن عبد الرحمن
هجر عمر بن حفصون أسرته وهو في سن صغير، والتف حوله جماعة من الفاسدين، وألّفوا عصابة ونزلوا بجبل ببشتر، واتخذه قاعدة ينطلق منها بهجماته على أطراف كورة رية. وفي عام 267 هـ وفي عهد الأمير محمد بن عبد الرحمن، كانت بداية ثورة عمر بن حفصون في كورة رية، حين سار إليه عامر بن عامر والي رية ببعض القوات عندما رأى أن أمر ابن حفصون قد اشتد، إلا أن ابن حفصون هزمه وطرده، مما شد من شوكته، وجمع بذلك حوله المتمردين والثائرين. عزل الأمير عامل رية، وعيّن مكانه عامل آخر لم يستطع أيضًا هزيمة ابن حفصون لتحصنه في قلاعه. لجأ ابن حفصون إلى إثارة النزعة الإثنية عند المولدين والمستعربين ضد الدولة الأموية في الأندلس في المناطق التي سيطر عليها، عبر نشر دعوات التخلص من نير العرب الغزاة، وقد نقل ابن عذاري قوله في أحد خطبه:
| عمر بن حفصون | طال ما عنّف عليكم السلطان، وانتزع أموالكم، وحمّلكم فوق طاقتكم، وأذلتكم العرب واستعبدتكم. وإنما أريد أن أقوم بثأركم، وأُخرجكم من عبوديتكم. | عمر بن حفصون |

 وقد لاقت دعوته تلك ترحيب ممن يؤيدون قضية الاستقلال عن السلطة المركزية في قرطبة. كما كان لنجاحه في فرض الأمن في المناطق التي استولى عليها بصرامته في أحكامه وعقوباته على المخالفين، كما كان لتودده إلى أصحابه وإثابة الشجعان منهم أثره في توطيد سيطرته وتعلُّق أصحابه به.
عمل الأمير محمد على السيطرة على ثورة عمر بن حفصون، فسيّر الأمير محمد الوزير هاشم بن عبد العزيز عام 270 هـ في قوة كبيرة إلى كورة رية، أرغمت ابن حفصون ورجاله على الاستسلام، وأخذهم إلى قرطبة، حيث عفا عنه الأمير، وضمه إلى جيشه. وقد شارك ابن حفصون في جيش المنذر بن الأمير محمد والوزير هاشم بن عبد العزيز إلى الثغر الأعلى لقتال محمد بن لب بن موسى والي سرقسطة الخارج على الأمير وحليفه ألفونسو الثالث ملك أستورياس عام 270 هـ. وفي العام التالي 271 هـ، فر عمر بن حفصون إلى جبل ببشتر، فأرسل له الأمير محمد حملة حاصرته. ظل ابن حفصون لعامين يغير على المناطق المجاورة، حتى بعث له الأمير محمد ابنه المنذر مرة أخرى عام 273 هـ، حيث بدأ المنذر بمهاجمة مدينة الحامة شمال شرق مالقة معقل الثائر ابن حمدون حليف ابن حفصون، فهبّ ابن حفصون لنجدة حليفه ودافع عن المدينة المحاصرة من قبل المنذر لشهرين، قبل أن تتقاتل قوات ابن حمدون وابن حفصون مع جيش المنذر في معركة انهزم فيها المتمردون، وجرح فيها ابن حفصون وعاد الاستعصام بالمدينة.

### عهد الأمير المنذر بن محمد

الأراضي التي خضعت لعمر بن حفصون

وفي تلك الأثناء، جاءت أنباء وفاة الأمير محمد في 29 صفر 273 هـ، فأسرع المنذر بجيشه إلى قرطبة، فاستغل ابن حفصون الفرصة، وراسل أصحاب الحصون في كور إلبيرة وجيان فأطاعوه، فعمّت بذلك الثورة في مناطق واسعة من شرق الأندلس. فسيطر على معظم حصون المنطقة، لتصبح بذلك رية ورندة وإستجة وأرشذونة ومالقة وجيان وباغة وقبرة تحت سلطته، كما راسل إبراهيم بن الأغلب أمير إفريقية يدعوه للتحالف معه، إلا أن ابن الأغلب لم يستجب لدعوته. وقد أرسل لهم المنذر بعض الحملات التي حققت بعض الانتصارات العسكرية، إلا أنها لم تنهي تلك الثورة. وفي عام 274 هـ، خرج المنذر بنفسه لقتاله، فبدأ بافتتاح الحصون التي والت ابن حفصون، فأضعف بذلك من قوة ابن حفصون، ثم سار إلى ابن حفصون، فحاصره وضيّق عليه. فلجأ ابن حفصون حيلة بأن أوهم الأمير بموافقته على الصلح، فأجازه المنذر على أن ينزل بأهله إلى قرطبة. فطلب ابن حفصون مائة بغل لينقل عليها أهله وماله، فوافق الأمير، وأرسل معها مائة وخمسين فارسًا لحمايتها، وفك الأمير الحصار. وإذ هو في طريق العودة إلى قرطبة، جاءه خبر غدر ابن حفصون برجاله ونهبه للبغال، فعاد الأمير وحاصره ثانية لثلاث وأربعين يومًا، وأصابه المرض وهو يحاصر ابن حفصون، ولم تمض فترة قصيرة حتى مات.

### عهد الأمير عبد الله بن محمد
مع بداية حكم الأمير عبد الله، لجأ ابن حفصون إلى مهادنة الأمير الجديد، فبعث ابنه حفص إلى قرطبة في جماعة من أصحابه، لعقد السلم مع الأمير على أن يقيم في ببشتر في طاعة الأمير، فأقره عبد الله على ذلك، وبعث بعامل له على كورة رية، ليحكمها بالمشاركة مع ابن حفصون. لم تمض أشهر حتى طرد ابن حفصون عامل الأمير، وعاد واستولى على أرشذونة. فسار له عبد الله بنفسه عام 276 هـ، واجتاح ببشتر، إلا أن ابن حفصون لجأ إلى الجبل وتخفّى فيه. وعند عودة الأمير إلى قرطبة، نزل ابن حفصون وهاجم إستجة واستولى عليها إلى أن بعث إليها الأمير من أجلاه عنها. ثم ثار خير بن شاكر في جيان، وفشلت قوات الأمير بقيادة أحمد بن محمد بن أبي عبدة في إخضاعه، فبعث ابن حفصون بعض رجاله بحجة مساعدة ابن شاكر، إلا أنهم غدروا به وقتلوه، وحملوا رأسه إلى ابن حفصون الذي أرسلها إلى قرطبة توددًا للأمير، إلا ان الأمير عبد الله لم يقبل ذلك منه، فأغار ابن حفصون على جيان وانتهبها. في العام نفسه 276 هـ، دخل ابن حفصون في صراع آخر، فقد كانت القبائل العربية بقيادة سوار بن حمدون القيسي في كورة إلبيرة قد ثارت على الأمير، وأغارت على حصون المولدين والمسيحيين في تلك المنطقة، وامتدت سلطتها حتى قلعة رباح، مما دعا ابن حفصون للاشتباك معهم في عدة معارك انتهت بهزيمته ومقتل عدد من قادته. وقد أصيب ابن حفصون في يده اليمنى في إحدى تلك المعارك، أعجزته عن الأكل بها الثلاثين عامًا الأخيرة من حياته.
وفي عام 278 هـ، نقل ابن حفصون قاعدته إلى حصن بلاي الذي تقع محله اليوم بلدية أغويلار ديلا فرونتيرا، وأغار منها على ضواحي قرطبة، فجهّز الأمير جيشًا قوامه 18 ألف مقاتل بقيادة عبيد الله بن محمد بن أبي عبدة سار به لقتال قوات ابن حفصون التي بلغت يومها 30 ألفًا، والتقيا على ضفاف أحد فروع نهر الوادي الكبير في 2 صفر 278 هـ، وانتهت المعركة بهزيمة مروعة لجيش ابن حفصون، فرّ على إثرها إلى ببشتر، بينما سار جيش الأمير غربًا لاستعادة إستجة، فحاصرها أيامًا حتى استسلمت وعادت لطاعة الأمير. ثم سار جيش الأمير إلى ببشتر، فاجتاحها ثم قفل راجعًا إلى قرطبة.
في عام 281 هـ، سار المطرف بن الأمير عبد الله إلى ببشتر وحاصرها لفترة قبل أن يقاتله ابن حفصون، في معركة هُزم فيها ابن حفصون. وفي عام 284 هـ، هاجم ابن حفصون إستجة واستولى عليها، فسير الأمير جيشًا بقيادة ولده أبان والقائد أحمد بن محمد بن أبي عبدة لقتاله، واشتبكا معًا في عدة معارك غير حاسمة. وفي العام التالي، تحالف ابن حفصون مع محمد بن لب بن موسى ضد الأمويين، وبعث له محمد ابنه لب في بعض قواته، إلا أن وفاة محمد بن لب وهو يحاصر طليطلة، أدت إلى إفشال التحالف وانسحاب لب بن محمد بقواته ليخلف أباه.
كان الأمير عبد الله قد أرسل ابنه المطرف عام 282 هـ، لإخماد التمرد في إشبيلية، واستطاع المطرف أسر قادة التمرد إبراهيم بن حجاج اللخمي وكريب بن خلدون وحملهم إلى قرطبة. ثم أطلقهم الأمير على أن يترك ابن حجاج ابنه عبد الرحمن رهينة لدى الأمير، وأن يقتسم ابن حجاج وابن خلدون ولاية إشبيلية. بعد فترة، غدر ابن حجاج بكريب، وانفرد بولاية إشبيلية، ثم طلب من الأمير إطلاق ابنه، فلم يجبه إلى ذلك، فتحالف مع ابن حفصون عام 288 هـ، ليضغط على الأمير. حاول الأمير إفشال هذا التحالف بمراسلة ابن حفصون للصلح، إلا أن ذلك لم يتم، فأرسل له الأمير ابن أبي عبدة عام 289 هـ بجيش اشتبك مع قواته في إستبة، أوقع بقوات ابن حفصون هزيمة كبيرة، واستجاب الأمير لطلبه وأطلق ولده، فعاد ابن حجاج للطاعة.
وفي عام 286 هـ، أعلن ابن حفصون اعتناقه المسيحية، وتسمى باسم صمويل، في خطوة عدّها بعض المؤرخين أمثال ليفي بروفنسال وفاسترشتاين، أن خطوة بدافع انتهازي، أملاّ في الحصول على دعم عسكري من قبل ألفونسو الثالث ملك أستورياس، الذي كان على اتصال بابن حفصون من خلال عبد الرحمن بن مروان الجليقي. وقد كان تحول ابن حفصون إلى المسيحية، خطأ سياسيًا كبيرًا. فعلى الرغم من أن تلك الخطوة أكسبته عددًا من المؤيدين المستعربين، إلا أنها أفقدته معظم أتباعه من المولدين الذين انقلبوا عليه وأعلنوا ولائهم للأمير، كما ساعد ذلك في شحن المسلمين في الأندلس ضد ابن حفصون الذين عدّوا قتاله جهادًا. توالت حملات الأمير على ابن حفصون، ففي عام 291 هـ، سار أبان ابن الأمير عبد الله ومعه القائد أحمد بن محمد بن أبي عبدة إلى كورة رية لقتال ابن حفصون، فاجتاحوا رية، وهزموا ابن حفصون في عدة مواقع. ثم ألحق جيش آخر خرج في العام التالي بابن حفصون هزيمة شديدة قرب جيان، قُتل فيها عدد كبير من أتباعه. كما تعرض ابن حفصون لعدة حملات أخرى أعوام 295 هـ، و 297 هـ و 299 هـ، انتهت كلها بهزيمته، لكن دون أن تنجح في القضاء عليه.

### عصر الأمير عبد الرحمن بن محمد
بدأ الأمير عبد الرحمن بن محمد عهده بحملة عرفت باسم «غزوة المنتلون» في رمضان 300 هـ، بدأها باسترداد إستجة من أتباع ابن حفصون، ثم انتزاع حصون غرب الأندلس التي احتلها حلفاء ابن حفصون، ثم سائر حصون كورة جيان. ثم توجه عبد الرحمن بالجيش إلى رية، وأخضع حصونها، ثم استرد مدينة وادي آش وحصونها وسائر حصون جبل الثلج. حاول ابن حفصون أن يشغله بغزو غرناطة، فقاومه أهل إلبيرة بمساعدة من بعض قوات عبد الرحمن، وهزموه. وقد أسقط عبد الرحمن 70 حصنًا من الحصون الخاضعة لابن حفصون في تلك الحملة. ثم عاد ابن حفصون بعد عودة الأمير عبد الرحمن إلى قرطبة، فهاجم حصون كورة ريّة والجزيرة الخضراء، فثارت مجددًا. فخرج له عبد الرحمن في شوال 301 هـ، فبدأ بحصار قلعة طرش، وهناك وقعت معركة بين قوات الأمير وقوات ابن حفصون، قُتل فيها عدد كبير من قوات ابن حفصون وحلفائه، ففر إلى ببشتر. كما نجح عبد الرحمن في ضبط عدد من السفن المحملة بالمؤن التي أرسلها الفاطميون مددًا لابن حفصون، وأحرقها.
بعد أن انقطعت السبل أمام عمر ابن حفصون، لجأ في عام 303 هـ إلى طلب الصلح، بسعى من يحيى بن إسحاق طبيب الأمير وصديق ابن حفصون، فقبل عبد الرحمن العرض، وكلّف يحيى بن إسحاق بالتفاوض مع ابن حفصون على شروط الصلح. فاتفقا على عدة شروط منها أن يقر الأمير لابن حفصون سيطرته على 162 حصنًا على أن يدخل ابن حفصون في طاعة الأمير، وقد خطّ عبد الرحمن في أسفل الكتاب بخط يده:
| عمر بن حفصون | يا لله الذي لا إله إلا هو الطالب الغالب، وجميع إيمان البيعة لازمتي من العهود المشددة، والأيمان المؤكدة، والمواثيق المغلظة، لا نقضت شيئاً مما جمعه هذا الكتاب تبديله، ولا نقصان شيىء منه، ولارضيت ذلك في سر ولا جهر، وأن كل ما فيه من الشروط والعهود والمواثيق لازمتي، والله شهيد علينا، وخططنا هذه الأحرف بيدنا، وأشهدنا الله عز وجل على أنفسنا، وكفانا بالله شهيداً، ما وفى عمر بن حفصون بما نص في هذا العهد وصحح فيه إن شاء الله، والله المستعان. | عمر بن حفصون |

وقد سعد بذلك ابن حفصون، وتبادلا الهدايا، ولزم ابن حفصون هذا العهد حتى مماته في ربيع الأول من عام 306 هـ.

## وفاته
مات عمر بن حفصون وله أربعة من الأبناء سليمان وجعفر وعبد الرحمن وحفص وابنة واحدة تدعى أرخنتا، إضافة إلى ابن كان يدعى أيوب، قتله أبوه بزعم أنه حاول الانقلاب عليه حين مرض ذات مرة. وقد دفن عمر بن حفصون في كنيسة ببشتر. وبعد وفاته، اقتسم أبنائه الحصون الخاضعة له، وحاول بنيه جعفر وعبد الرحمن وحفص، أن يستكملوا الطريق الذي انتهجه أبوهم في تمرده على الأمويين، إلا أنهم لم يستطيعوا الصمود طويلاً أمام حملات عبد الرحمن الناصر. استسلم آخر أبنائه حفص لجيش الأمير، وسلّم ببشتر عام 316 هـ/928 م، حينئذ، أمر الأمير عبد الرحمن باستخراج رفات ابن حفصون وأبنائه، وصلبهم أمام جامع قرطبة، وقد ظلت رفاته مصلوبة أمام الجامع حتى عام 331 هـ.

## الآراء حول شخصيته

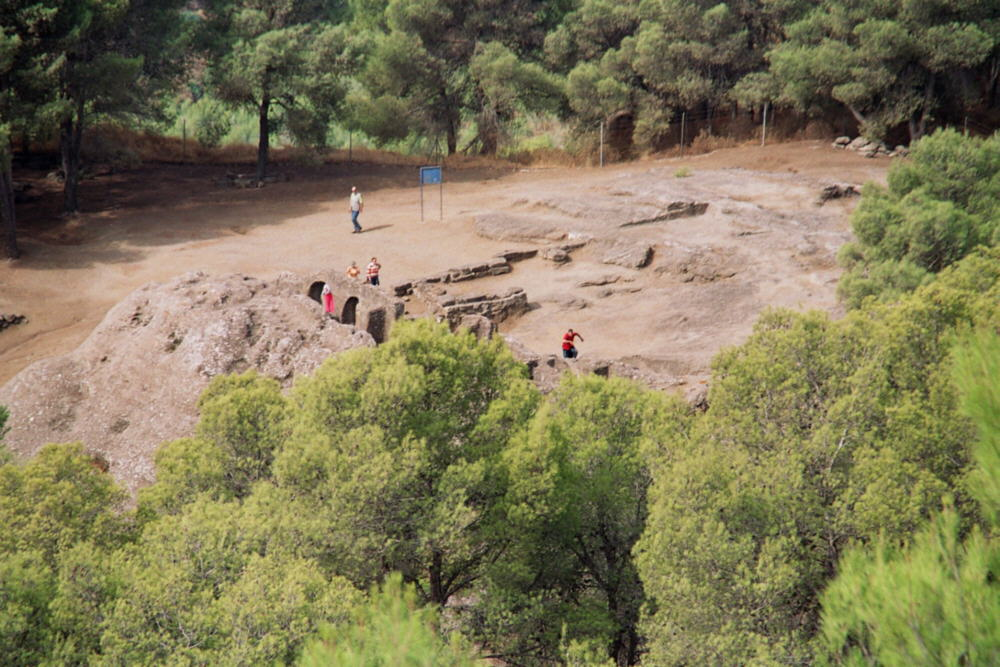
آثار كنيسة شيّدها عمر بن حفصون ببشتر

اختلفت الرؤى حول ثورة عمر بن حفصون على الدولة الأموية في الأندلس، ففي الوقت الذي اعتبرته المصادر المسيحية ثائرًا وبطلاً قومياً هدف إلى غاية وطنية سامية وإلى تحرير وطنه من المسلمين، غير أن نفس المصادر لم تنكر كون ابن حفصون قد نشأ سفاحاً وقاطعاً للطرق. وقد حاول بعض المؤرخون أمثال سيمونيت تبرير حركة ابن حفصون، بأن حركته اتخذت فيما بعد «شكلا أكثر نبلاً، وتحول من زعيم عصابة إلى زعيم حزب وأمة».
كما وصفه دوزي بأنه «البطل الإسباني الذي لبث أكثر من ثلاثين عامًا يتحدى المتغلبين على وطنه، والذي استطاع مرارًا أن يجعل الأمويين يرتجفون فوق عرشهم» وأنه «كان بطلاً خارقًا لم تنجب إسبانيا مثله منذ أيام الرومان». تصف المصادر الإسلامية بأنه من الخوارج على الأئمة، فقد وصفه ابن حيان القرطبي بأنه «إمام الخوارج وقدوتهم، أعلاهم ذكراً في الباطل، وأضخمهم بصيرة في الخلاف، وأشدهم سلطاناً، وأعظمهم كيداً، وأبعدهم قوة».

## وصلات خارجية
- عمر بن حفصون.